# Cremastus vierecki
Cremastus vierecki là một loài tò vò trong họ Ichneumonidae.